# Senedjemib Mehi
Senedjemib Mehi est un vizir de l'Égypte antique (vers -2400) sous le règne du pharaon Ounas de la Ve dynastie. Comme son père vizir avant lui sous le règne précédent, il portait également le titre de Directeur de tous les travaux du roi. Il est donc tout à fait probable qu'il soit l'architecte en chef qui a supervisé la construction de la pyramide d'Ounas à Saqqarah.

## Généalogie
Il épouse Khentkaous, qui porte en premier parmi ses titres celui de fille royale de sa chair ce qui indique clairement son origine princière. Or, le pharaon Ounas ayant eu une fille du même nom il est tout à fait possible qu'il s'agisse de la même princesse royale. Senedjemib serait donc le gendre du roi et sa descendance de fait intimement liée à la famille royale.
Elle lui donne deux fils, qui portent tous deux les noms de leur père, Senedjemib et Mehi et une fille qui porte celui de sa mère Khentkaous.
Senedjemib Mehi se fera bâtir un mastaba (G2378) non loin de celui de son père à Gizeh dans lequel il sera inhumé avec son épouse.

## Sépulture

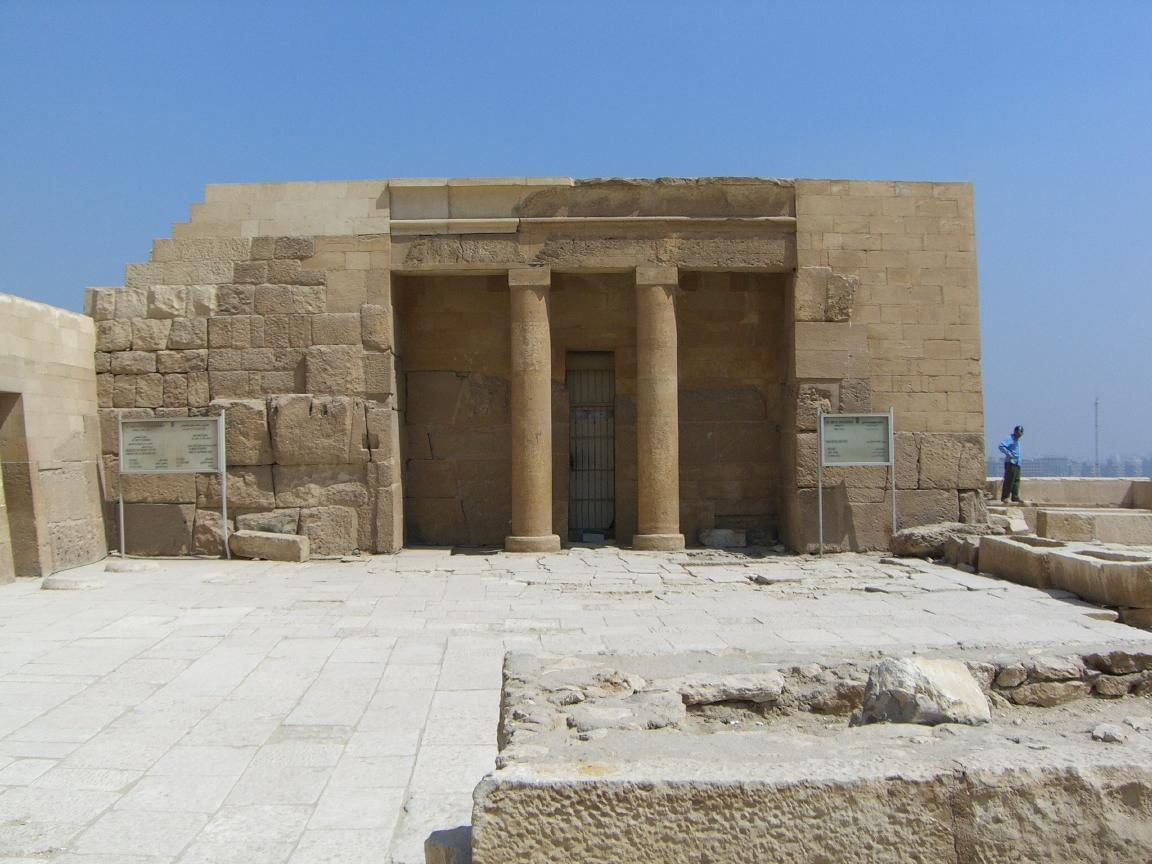
Façade à portique du mastaba de Senedjemib Mehi à Gizeh

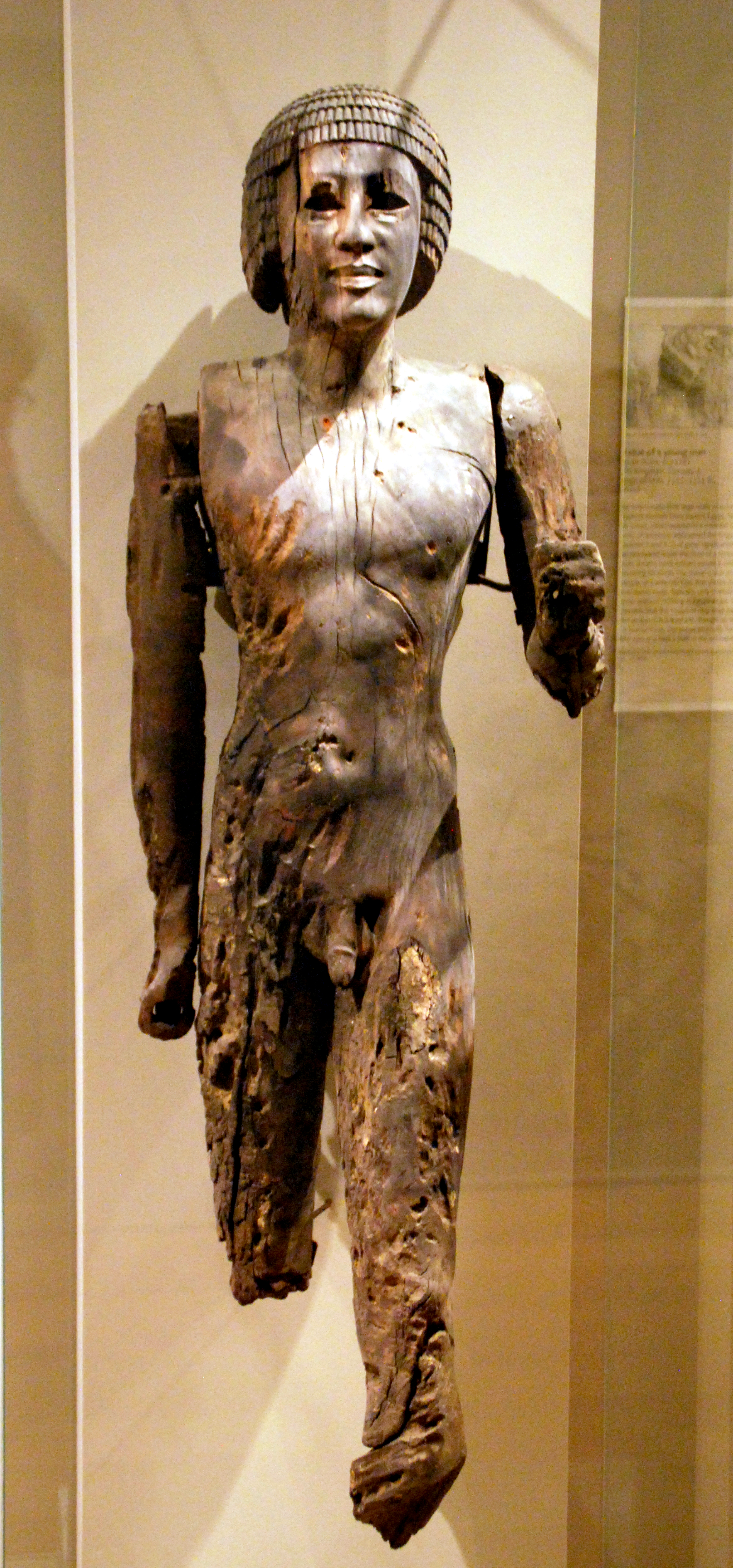
Senedyemib Mehi, Musée des beaux-arts de Boston.

Outre une statue en bois de taille réelle découverte dans le serdab du mastaba, des statuettes en bois représentant des prisonniers ligotés y ont été également trouvées. De telles figures plus grandes que nature sont attestées dans les complexes funéraires royaux, notamment ceux de Djedkarê Isési ou encore de Pépi Ier à Saqqarah, mais c'est la première fois que l'on en découvre faisant partie du viatique funéraire d'un dignitaire, ce qui confirmerait bien leur valeur prophylactique en tant que symbole du chaos vaincu.
L'ensemble de ces statues est exposé au musée des beaux-arts de Boston.